# مت فیلیپس
مت فیلیپس (انگلیسی: Matt Phillips؛ زادهٔ ۱۳ مارس ۱۹۹۱) یک بازیکن فوتبال اهل بریتانیا است.